# NGC 5853
NGC 5853 este o galaxie spirală situată în constelația Boarul. A fost descoperită în 19 mai 1881 de către Édouard Stephan⁠(d).